# Дэвис, Джон (поэт)
Сэр Джон Дэвис (англ. Sir John Davies; 16 апреля 1569, Тизбери, Уилтшир, Англия — 8 декабря 1626, Лондон) — английский поэт, юрист, член палаты общин Англии (с 1597 по 1621), государственный деятель. Генеральный прокурор Ирландии (Генерал-атторней, 1609—1619).

## Биография
Окончил Винчестерский колледж. Во время учёбы проявлял большой интерес к литературе. В 16-летнем возрасте поступил в Куинз-колледж (Оксфорд), проучившись там 18 месяцев, решил продолжить карьеру в области права. В 1588 году он поступил в Миддл-Тэмпл Судебных иннов, где хорошо учился, хотя и получал постоянные выговоры за свой поведение.
Некоторое время жил в Голландии, где занялся написанием стихов. К счастью, его поэзия обратила внимание королевы Елизаветы I, которая способствовала возобновлению изучению им права в Миддл-Тэмпле. В 1595 году он опубликовал стихотворение «Оркестр», после чего началась его политическая карьера.
Джон Дэвис был отличным адвокатом со многими контактами на родине и за рубежом. Активно участвовал в общественной жизни, был членом парламента Англии.
Получил благосклонность короля Англии Якова I, которому при первой их встрече, показал свои работы. В 1603 году Яков I пожаловал ему рыцарское достоинство и назначил его на высокий пост в качестве генерального юриста, а затем и государственного обвинителя в Ирландии.
Будучи генеральным прокурором Ирландии, сыграл важную роль, внедрив ряд правовых принципов, которые действовали для всей Британской империи и которые предоставляли обычному человеку больше прав в правовой сфере, позволявших лучше противостоять господствующей аристократии. Сторонник английской колонизации Ирландии. Активно участвовал в усилиях правительства по наведению порядка в мятежной провинции Ольстер.
Дэвис был женат на Элеаноре Туше, дочери 1-го графа Кастлеховена. Его дочь Люси стала женой Фердинандо Гастингса, 6-го графа Хантингдона.

## Творчество
Практически все литературное наследие Дэвиса относится к периоду обучения в Судебных Иннах. Вероятно, самый ранний текст, принадлежащий ему — «Эпиграммы и элегии» (Epigrammes and Elegies by J. D. and C. M.; изданы в 1598 г., но написаны, вероятно, в самом начале 1590-х гг.). С. M. — не кто иной, как Кристофер Марло, чьи переводы элегий Овидия в книге идут сразу после дэвисовских эпиграмм.
Недооцененный как поэт, сэр Джон Дэвис в XX веке заслужил по оценке Т. С. Элиота сравнение с Данте: «Nosce teipsum» Элиот сравнил с «Чистилищем». Хотя по глубине и тонкости философии Данте оставляет Дэвиса далеко позади, между обеими поэмами есть странное сходство в понимании человеческой души. Истинное место Дэвиса, полагает Элиот — между стоиками-сенекианцами (такими, как Фулк Гревилль) и метафизиками, но ни в одной из этих групп. Если говорить о том, на что критики-модернисты традиционно обращали мало внимания, сэр Джон Дэвис стоял у истоков «авангардной» культуры Судебных Иннов, способствовал популярности эпиграмм и философских поэм.
Современник Шекспира о котором упоминает в эпиграммах «Плети глупости» (1611 год): «To our English Terence, Mr. Will. Shake-speare» (рус. Нашему английскому Теренцию, Мр. Уилл Шекспиру).
Автор ряда работ по ирландской истории.

## Избранные произведения
- Ten Sonnets to Philomel (1602)
- Yet Other Twelve Wonders of the World (ок. 1602)
- A Lottery (1602)
- A Contention betwixt a Wife, a Widow and a Maid (1602)
- A Discoverie if the True Causes why Ireland was never Entirely Subdued until the Beginning of His Majestie’s happy Raigne (1612)